# Mauricio Gallaga
Mauricio Gallaga Valdez (n. el 16 de julio de 1972 en Irapuato, Guanajuato) Es un exfutbolista mexicano, su posición fue Centrocampista, actualmente se encuentra retirado.

## Trayectoria
Su debut con Tecos de la UAG fue en la Temporada 1992-1993 y desde entonces fue titular indiscutible.
Regresó a Estudiantes Tecos para el Apertura 2003. Pasó por Tigres UANL, Santos Laguna y Atlético Celaya. Viajó con la franquicia a Cuernavaca con los Colibríes de Morelos, equipo que descendió al final del Clausura 2003. En el Apertura 2003 tuvo una actuación discreta. Su estilo de juego se caracterizó por una deficiente técnica contrario a la fuerte agresividad al buscar recuperar la posesión del balón.

## Estadísticas

### Clubes
| Tecos U.A.G. · México                                                                                               |               |               |     |    |    |   |   |     |     |    |
| 1ª | 1992-93       | 13            | 3   | -  | -  | - | - | 13  | 3   |    |
| 1ª | 1993-94       | 41            | 4   | -  | -  | - | - | 41  | 4   |    |
| 1ª | 1994-95       | 40            | 5   | 4  | 0  | - | - | 44  | 5   |    |
| 1ª | 1995-96       | 34            | 6   | 2  | 0  | 2 | 0 | 38  | 6   |    |
| 1ª | 1996-97       | 36            | 2   | 7  | 2  | - | - | 43  | 4   |    |
| 1ª | 1997-98       | 36            | 5   | -  | -  | - | - | 36  | 5   |    |
| 1ª | 1998-99       | 38            | 1   | -  | -  | - | - | 38  | 1   |    |
| 1ª | 1999-00       | 36            | 1   | -  | -  | - | - | 36  | 1   |    |
| 1ª | 2003-04       | 16            | 0   | -  | -  | - | - | 16  | 0   |    |
| Total club | Total club    | 290           | 27  | 13 | 2  | 2 | 0 | 305 | 29  |    |
| Tigres U.A.N.L. · México                                                                                            |               |               |     |    |    |   |   |     |     |    |
| 1ª | 2000-01       | 31            | 1   | -  | -  | - | - | 31  | 1   |    |
| 1ª | 2001          | 5             | 0   | -  | -  | - | - | 5   | 0   |    |
| Total club | Total club    | 36            | 1   | -  | -  | - | - | 36  | 1   |    |
| C. Santos Laguna · México                                                                                           |               |               |     |    |    |   |   |     |     |    |
| 1ª | 2002          | 10            | 1   | -  | -  | 2 | 0 | 12  | 1   |    |
| Total club | Total club    | 10            | 1   | -  | -  | 2 | 0 | 12  | 1   |    |
| Atlético Celaya · México                                                                                            |               |               |     |    |    |   |   |     |     |    |
| 1ª | 2002          | 18            | 2   | -  | -  | - | - | 18  | 2   |    |
| Total club | Total club    | 18            | 2   | -  | -  | - | - | 18  | 2   |    |
| Colibríes de Morelos · México                                                                                       |               |               |     |    |    |   |   |     |     |    |
| 1ª | 2003          | 18            | 2   | -  | -  | - | - | 18  | 2   |    |
| Total club | Total club    | 18            | 2   | -  | -  | - | - | 18  | 2   |    |
| Tigrillos Broncos · México                                                                                          |               |               |     |    |    |   |   |     |     |    |
| 2ª | 2005          | 15            | 1   | -  | -  | - | - | 15  | 1   |    |
| Total club | Total club    | 15            | 1   | -  | -  | - | - | 15  | 1   |    |
| Total carrera | Total carrera | Total carrera | 387 | 34 | 13 | 2 | 4 | 0   | 404 | 36 |
| (1)Incluye datos de la Copa México. (2)Incluye datos de la Copa Campeones CONCACAF (2002) y Recopa CONCACAF (1995). |               |               |     |    |    |   |   |     |     |    |

### Selección nacional
| Selección  | Año        | Amistosos | Amistosos | Eliminatorias | Eliminatorias | Mundial | Mundial | Copa Oro | Copa Oro | Copa América | Copa América | Copa Confederaciones | Copa Confederaciones | Total | Total |
| Selección  | Año        | Part.     | Goles     | Part.         | Goles         | Part.   | Goles   | Part.    | Goles    | Part.        | Goles        | Part.                | Goles                | Part. | Goles |
| ---------- | ---------- | --------- | --------- | ------------- | ------------- | ------- | ------- | -------- | -------- | ------------ | ------------ | -------------------- | -------------------- | ----- | ----- |
| México     |            |           |           |               |               |         |         |          |          |              |              |                      |                      |       |       |
| 1993       | 1          | 0         | -         | -             | -             | -       | -       | -        | -        | -            | -            | -                    | 1                    | 0     |       |
| 1994       | 2          | 0         | -         | -             | -             | -       | -       | -        | -        | -            | -            | -                    | 2                    | 0     |       |
| 1995       | 5          | 0         | -         | -             | -             | -       | -       | -        | -        | -            | -            | -                    | 5                    | 0     |       |
| Total club | Total club | 8         | 0         | -             | -             | -       | -       | -        | -        | -            | -            | -                    | -                    | 8     | 0     |

## Selección nacional

### Categorías menores
Sub-20
| Mundial                               | Sede     | Resultado        |
| ------------------------------------- | -------- | ---------------- |
| Copa Mundial de Fútbol Sub-20 de 1991 | Portugal | Octavos de final |

### Absoluta
Partidos internacionales
| # | Fecha                   | Rival          | Sede             | Estadio                       | Resultado | Competición |
| - | ----------------------- | -------------- | ---------------- | ----------------------------- | --------- | ----------- |
| 1 | 29 de junio de 1993     | Costa Rica     | San José         | Estadio La Sabana             | 2 - 0     | Amistoso    |
| 2 | 24 de febrero de 1994   | Suecia         | Fresno           | Fresno State Bulldogs         | 2 - 1     | Amistoso    |
| 3 | 2 de marzo de 1994      | Colombia       | Ciudad de México | Estadio Azteca                | 0 - 0     | Amistoso    |
| 4 | 1 de febrero de 1995    | Uruguay        | San Diego        | Jack Murphy Stadium           | 1 - 0     | Amistoso    |
| 5 | 29 de marzo de 1995     | Chile          | Los Ángeles      | Los Angeles Memorial Coliseum | 1 - 2     | Amistoso    |
| 6 | 11 de octubre de 1995   | Arabia Saudita | Los Ángeles      | Los Angeles Memorial Coliseum | 2 - 1     | Amistoso    |
| 7 | 16 de noviembre de 1995 | Yugoslavia     | Monterrey        | Estadio Tecnológico           | 0 - 0     | Amistoso    |
| 8 | 30 de noviembre de 1995 | Colombia       | Los Ángeles      | Los Angeles Memorial Coliseum | 2 - 2     | Amistoso    |

## Palmarés

### Campeonatos nacionales
| Título           | Club         | País   | Año     |
| ---------------- | ------------ | ------ | ------- |
| Primera División | Tecos U.A.G. | México | 1993-94 |

### Copas internacionales
| Título          | Club         | País           | Año  |
| --------------- | ------------ | -------------- | ---- |
| Recopa CONCACAF | Tecos U.A.G. | Estados Unidos | 1995 |